# Jim Cullum junior
Jim Cullum junior (* 20. September 1941 in San Antonio; † 11. August 2019 ebenda) war ein US-amerikanischer Kornettist und Bandleader des Oldtime Jazz.

## Leben und Wirken
Cullum spielte als Student an der Trinity University in San Antonio in Texas in dem 1962 mit seinem Vater gegründeten Septett Happy Jazz Band. Sein Vater Jim Cullum senior war Klarinettist und hatte in den 1940er Jahren u. a. mit Jack Teagarden gespielt. Ab 1963 traten sie in dem von Cullum geleiteten Jazzclub The Landing auf dem River Walk in San Antonio auf. Nach dem Tod seines Vaters 1973 nannten sie sich Jim Cullum Jazz Band (JCJB) und spielten ab 1981 im Hyatt Regency. Sie haben über 40 Platten veröffentlicht und spielten ab 1989 wöchentlich im Radio in einer eigenen Sendung Riverwalk – Live from the Landing auf KSTX, die landesweit übertragen wurde.
Langjähriger Pianist und Arrangeur war John Sheridan; zur JCJB gehörten 2007 Ron Hockett (Klarinette, Saxophon), Kenny Rupp (Posaune), Jim Turner (Klavier), Howard Elkins (Gitarre, Banjo), Don Mopsick (Bass), Mike Waskiewicz (Schlagzeug). 1987 spielten sie ein Tribut für Turk Murphy in der Carnegie Hall. 1993 bis 2005 waren sie regelmäßig auf dem Stanford Summer Jazz Workshop. Ab 1980 spielten sie auch häufig bei Jazz-Messen in der Kirche.
Von Ende der 1960er bis Mitte der 1970er Jahre besaß er auch das Jazz-Label Audiophile Records, das er an Jazzology verkaufte (ohne seine eigenen Band-Aufnahmen aus dem Katalog). Im Bereich des Jazz war er zwischen 1963 und 2005 an 77 Aufnahmesessions beteiligt.

## Diskographische Hinweise
- Eloquent Clarinet (Audiophile Records, 1976)
- ‘Tis the Season...To Be Jammin’ (Audiophile, 1986)
- Super Satch (Stomp Off, 1986)
- Hooray for Hoagy! (Audiophile, 1990)
- Chasin' the Blues (River Walk, 2000)